# المدحق (إب)

تعديل مصدري - تعديل

المدحق محلة تابعة لقرية المناخ، التابعة لعزلة ميتم بمديرية إب إحدى مديريات محافظة إب في الجمهورية اليمنية.، بلغ تعداد سكانها 189 حسب تعداد اليمن لعام 2004.